# Azione Sociale (partito politico)
Azione Sociale (AS) è stato un partito politico italiano di estrema destra guidato da Alessandra Mussolini.
Il partito, inizialmente noto come Lista Alessandra Mussolini - Libertà di Azione, assunse la denominazione di Azione Sociale dopo lo scioglimento di Alternativa Sociale avvenuto nel 2006.

## Storia

### Gli inizi con Alternativa Sociale e il percorso verso il centrodestra

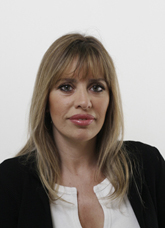
Alessandra Mussolini, già reduce dall'esperienza di Alternativa Sociale, federazione da essa fondata e guidata (2004–2006)

Il partito nacque nel dicembre 2003 con il nome Libertà di Azione a seguito di una scissione in Alleanza Nazionale, dalla quale Alessandra Mussolini era uscita in polemica con Gianfranco Fini dopo che questi aveva preso le distanze dal fascismo durante una visita in Israele.
Alle successive elezioni europee del 2004 il partito diede vita ad Alternativa Sociale, un cartello elettorale con Forza Nuova e Fronte Sociale Nazionale che permise alla leader di essere eletta al Parlamento europeo. 
Alle elezioni regionali del 2005 la coalizione, alla quale si era aggregata la Fiamma Tricolore, presentò candidati in 14 regioni. 
Alle elezioni politiche dell'anno dopo tale alleanza si presentò con la formazione del 2004 in apparentamento con la Casa delle Libertà, ottenendo lo 0.7% alla Camera e lo 0.6% al Senato e rimanendo fuori dal Parlamento.
A seguito di questa tornata elettorale il cartello elettorale si sciolse e Azione Sociale adoperò l'acronimo "AS" per proseguire la propria attività, schierandosi convintamente per il "NO" al referendum costituzionale del 2006. Alle elezioni amministrative dell'anno successivo formò una nuova coalizione con Forza Nuova e il Movimento Idea Sociale.

### Ne Il Popolo della Libertà e Forza Italia
Nel 2008, riallacciati i rapporti con Fini, Azione Sociale tornò nel centro-destra e decise di partecipare  al cartello elettorale de Il Popolo della Libertà per le elezioni politiche di quell'anno, alle quali Alessandra Mussolini fu eletta alla Camera. 
L'anno dopo vi fu la confluenza definitiva ne Il Popolo della Libertà di Silvio Berlusconi  

## Valori
Fra gli obiettivi dichiarati rientravano la difesa della famiglia e della vita, la tutela dell'infanzia da ogni sfruttamento, il coinvolgimento sociale degli anziani, la partecipazione dei cittadini alle scelte politiche, la perequazione sociale, la piena dignità umana, la coerenza politica e il Made in Italy.
Il suo sindacato di riferimento era l'UGL.

## Risultati elettorali
| Elezione       | Elezione     | Voti    | %       | Seggi |
| -------------- | ------------ | ------- | ------- | ----- |
| Europee 2004   | Europee 2004 | 398 036 | 1,2     | 1     |
| Politiche 2006 | Camera       | 255 410 | 0,7     | 0     |
| Politiche 2006 | Senato       | 214 617 | 0,6     | 0     |
| Politiche 2008 | Camera       | Nel PdL | Nel PdL | 1     |
| Politiche 2008 | Senato       | Nel PdL | Nel PdL | 0     |